# 欽ちゃんのここからトコトン
『欽ちゃんのここからトコトン』（きんちゃんのここからトコトン）とは、1979年10月から1984年3月まで、ナイターオフ期間にニッポン放送系列で放送されていたラジオ番組である。萩本欽一の冠番組。1979年度は毎週土曜日の18:30 - 19:30、1980年度以降は毎週土曜日の18:00 - 19:00に放送。番組内では『欽トコ』という略称が使われていた。

## 出演者
- 萩本欽一
- ニッポン放送の女性アナウンサー
- ゲスト出演者（番組内では「アシスタント」と称する）
  - 中原理恵
  - 関根勤
  - 山口良一
  - 西山浩司
  - 小西博之
  - 斉藤清六
  - わらべ　ほか

## 概要
ラジオ版の『欽ちゃんのドンといってみよう!』が終了した半年後に放送が開始され、放送内容も「一般リスナーからの投稿を中心に据え、萩本らがそれに茶々を入れたりする」という、『欽ドン!』を継承した番組であった。毎週テーマが設けられ、それに沿ったエピソードやネタをハガキで募集し、紹介していた。投稿には、面白さによって「松・竹・梅」（場合によっては「松上」も）という評価がつけられた。これはテレビ版『欽ドン!（欽ちゃんのドンとやってみよう!）』での「バカウケ・ヤヤウケ・ドッチラケ」の評価を流用したものであった。テーマ案の一つにあった「良い子悪い子普通の子」は、後にフジテレビ系で人気を博す『欽ドン!良い子悪い子普通の子』の原案になったと言われる。
『欽ドン!』との大きな違いは、リスナーの電話出演があったことである。テーマに沿った内容の電話（各回のテーマにちなんだ大喜利のようなネタや簡単なゲーム、「エイプリル・フール」のテーマ時に「『嘘八百』という言葉にちなみ嘘を800個言い続ける」という企画など）や、「アシスタントクイズ」への出場者などとして電話出演があった。最終年度(1983年度)は、ほとんどが電話のコーナーとなっていた。優秀な投稿者・電話出演者には賞金10,000円（2名に5,000円の場合もあり）が贈られた。
番組では「アシスタント」と称してゲストが出演した。中原理恵はゲスト出演時の面白さを萩本に買われ、『欽ドン!良い子悪い子普通の子』の初期レギュラーに抜擢された。番組の中期から末期にかけて、『欽ドン!良い子悪い子普通の子』『欽ちゃんのどこまでやるの!?』『欽ちゃんの週刊欽曜日』などが高視聴率を取った時期は、それらの番組の出演者がゲストのほとんどを占めていた。

## コーナー
オープニング・エンディング
街行く人に番組タイトルを言ってもらう。ニッポン放送の女性アナウンサーが「欽ちゃんの」と声をかけるが、「ドンとやってみよう」「トコトントコトン」などと正しく言ってもらえないのがお決まりになっていた。
アシスタントクイズ
リスナーが電話で参加するコーナーの一つ。アシスタント（ゲスト）に関するクイズにリスナーが答える。ただし「西山浩司が子供のころになりたかった職業は」の答えが「人間」であったりするなど、真面目なクイズではなかった。間違えた問題は、正解発表した上で必ず次の出場者にも出題されるため、2番目以降の出場者は、番組を聴いてさえいれば1問は正解できる仕組みだった。正解後、萩本が「どうして分かったの?」と問いかけ、リスナーが「お隣からの回覧板に書いてあったから」などとボケた返答をすることも恒例となっていた。このクイズ形式は、後にニッポン放送『関根勤のTOKYOベストヒット』にて「ワールドクイズ ザッツ芸能界」として流用されていた。